# Crăsanii de Sus, Ialomița
Crăsanii de Sus (în trecut, și Sudiți) este un sat în comuna Balaciu din județul Ialomița, Muntenia, România.